# Frans Brouw
Frans Brouw (Florent Robert) est un pianiste et professeur de musique né à Furnes le 31 janvier 1929 et mort le 8 juillet 2025 à Québec,et naturalisé canadien en 1975. Il est professeur émérite de l'Université Laval.

Frans Brouw participe à deux tournée avec les Jeunesses Musicales Canada, en 1953 à titre de soliste et 1958 avec Clemens Quataker au violon.

## Honneurs
- 1948 - Premier prix piano du Conservatoire royal de Bruxelles[3]
- 1952 - Lauréat du Concours Reine Elisabeth[6]

- 2004 - Professeur émérite de l'Université Laval[7]